# 巴拉斯海峽
巴拉斯海峽（英語：Barlas Channel），是南極洲的海峽，分隔德島和阿德萊德島，處於洛伯夫灣北部，長15公里、寬4公里，在1936年由英國探險隊測量，現時由南極條約體系管理。